# Letino
Letino es un municipio situado en la provincia de Caserta, en Campania (Italia). Tiene una población estimada, en junio de 2023, de 628 habitantes.

## Demografía
| Gráfica de evolución demográfica de Letino entre 1861 y 2023 |
|                                                              |
| Fuente: ISTAT - Elaboración gráfica de Wikipedia             |